# Кхандавапрастха
Кхандавапрастха (санскр. खाण्डवप्रस्‍थ, IAST: khāṇḍavapras‍tha) Лес Кхандава или Кхандава Вана — в прошлом, лесистое место на берегах Ямуны. Когда царь Дхритараштра разделил своё царство между своими сыновьями и Пандавами, то последние получили именно эту часть. При помощи Кришны и Арджуны лес был выжжен. И так на образовавшемся пустом месте Пандавы выстроили Индрапрастху.